# Okrężne
Okrężne – komedia Józefa Korzeniowskiego w dwóch aktach opublikowana w 1847.

## Treść
Panna Tekla Kaliniecka jest zaręczona z Feliksem Dalszyckim, synem swego opiekuna na skutek dawnej umowy pomiędzy ich ojcami. Swego narzeczonego nie zna, gdyż widywała go tylko w dzieciństwie. Ta sytuacja wydaje jej się bardzo zabawna, więc wpada na pomysł przygotowania żartu na przyjazd Feliksa: w roli Tekli wystąpi zaprzyjaźniona dziewczyna, Klara, a ona sama wcieli się w prostą służącą. Nadjeżdża Feliks i panna Klara zaczyna odgrywać komedię. W efekcie zaręczyny zostają zerwane, a pan Feliks z ogromnym zainteresowaniem spogląda na służącą chłopkę. Tymczasem we wsi trwa okrężne. Zgodnie ze zwyczajem dwór odwiedzają chłopi i przy pieśniach i tańcach składają na ręce gospodarzy wieniec z pszenicy. W czasie ogólnej zabawy Feliks spoufala się ze służącą. Kiedy jednak jest pytany, czy chce się ożenić z prostą dziewczyną, którą zbałamucił - Feliks odmawia. Okazuje się przy tym hipokrytą, gdyż wcześniej w pięknych słowach mówił o tym, że nie dba o pieniądze i różnice klasowe. Wówczas panna Tekla zwraca mu pierścień zaręczynowy i ujawnia swoją tożsamość. Para godzi się i wszyscy przystępują do wspólnego mazura.